# Läsande parisiska
Läsande parisiska är en oljemålning av den finländske konstnären Albert Edelfelt skapad år 1880. Verket är 81 cm högt och 100 cm brett och tillhör Ateneums samlingar.